# Gezeitenstraße
Eine Gezeitenstraße (französisch chaussée submersible, englisch tidal road) ist eine nur zeitweise bei Niedrigwasser nutzbare, befestigte Straße für Fahrzeuge und damit eine Form des Wattwegs. Der Straßentyp verläuft durch Wattgebiete und ersetzt vorwiegend in Westeuropa Brücken oder Dämme.

## Frankreich
Straßen zu Gezeiteninseln:
- Île de Berder, im Morbihan bei Larmor-Baden
- Île Callot, Passe aux Moutons, bei Carantec
- Île de Noirmoutier die Passage du Gois[1]
- Île Tascon, im Morbihan, bei Saint-Armel
- Île Madame, Passe aux Bœufs

Gezeitenstraßen zu Inseln in Frankreich
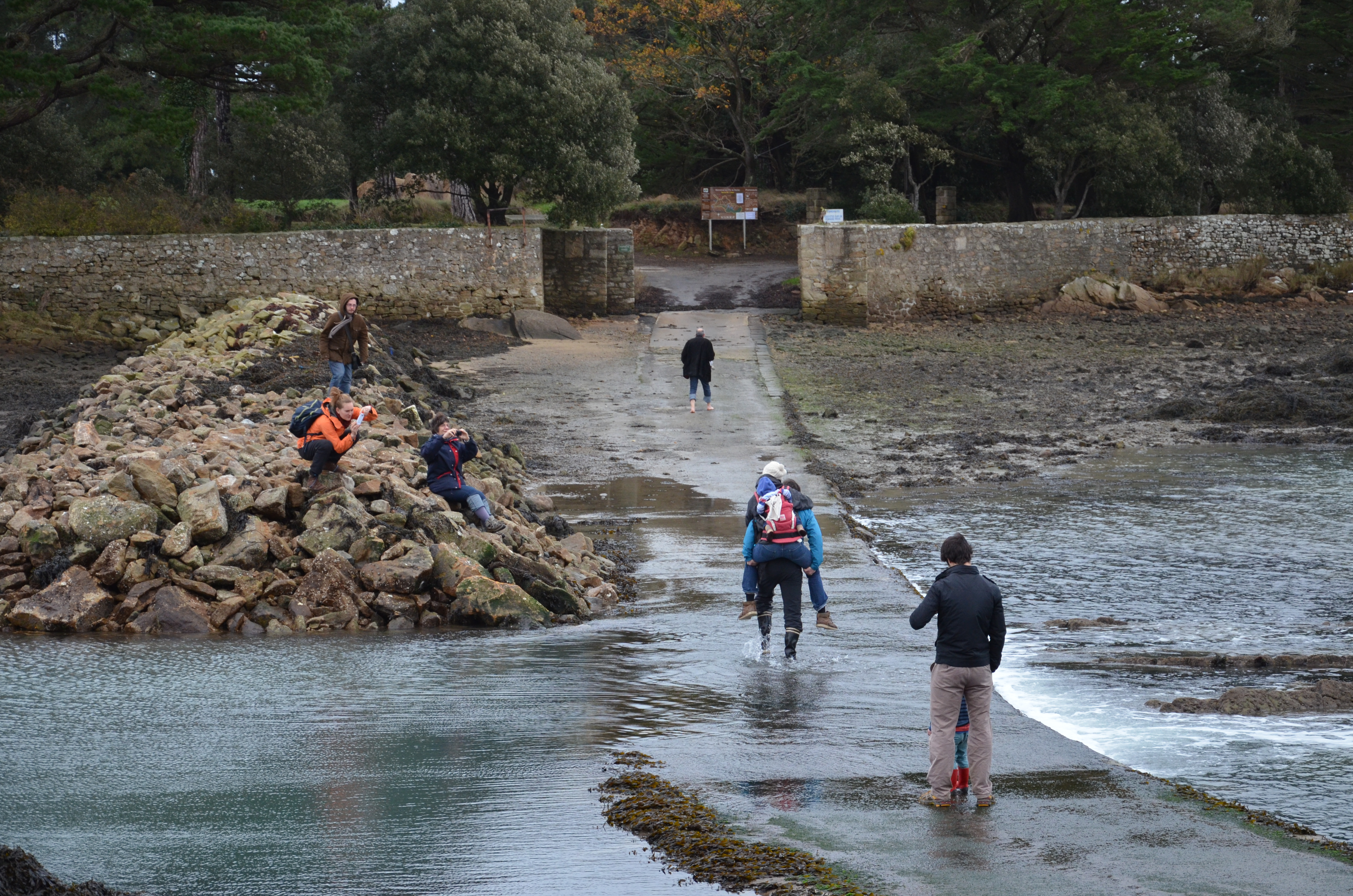
Straße zur Île de Berder
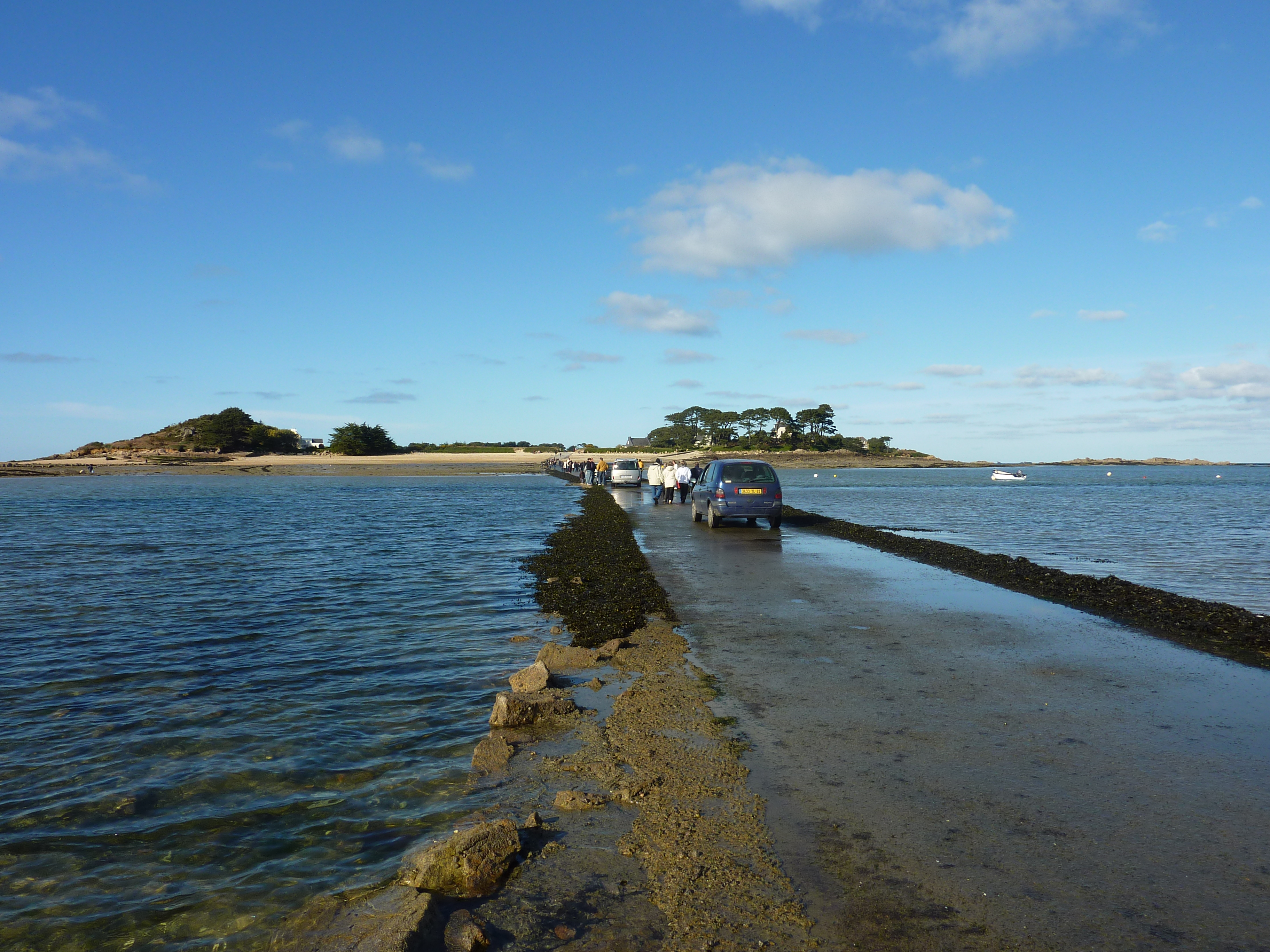
Straße zur Île Callot
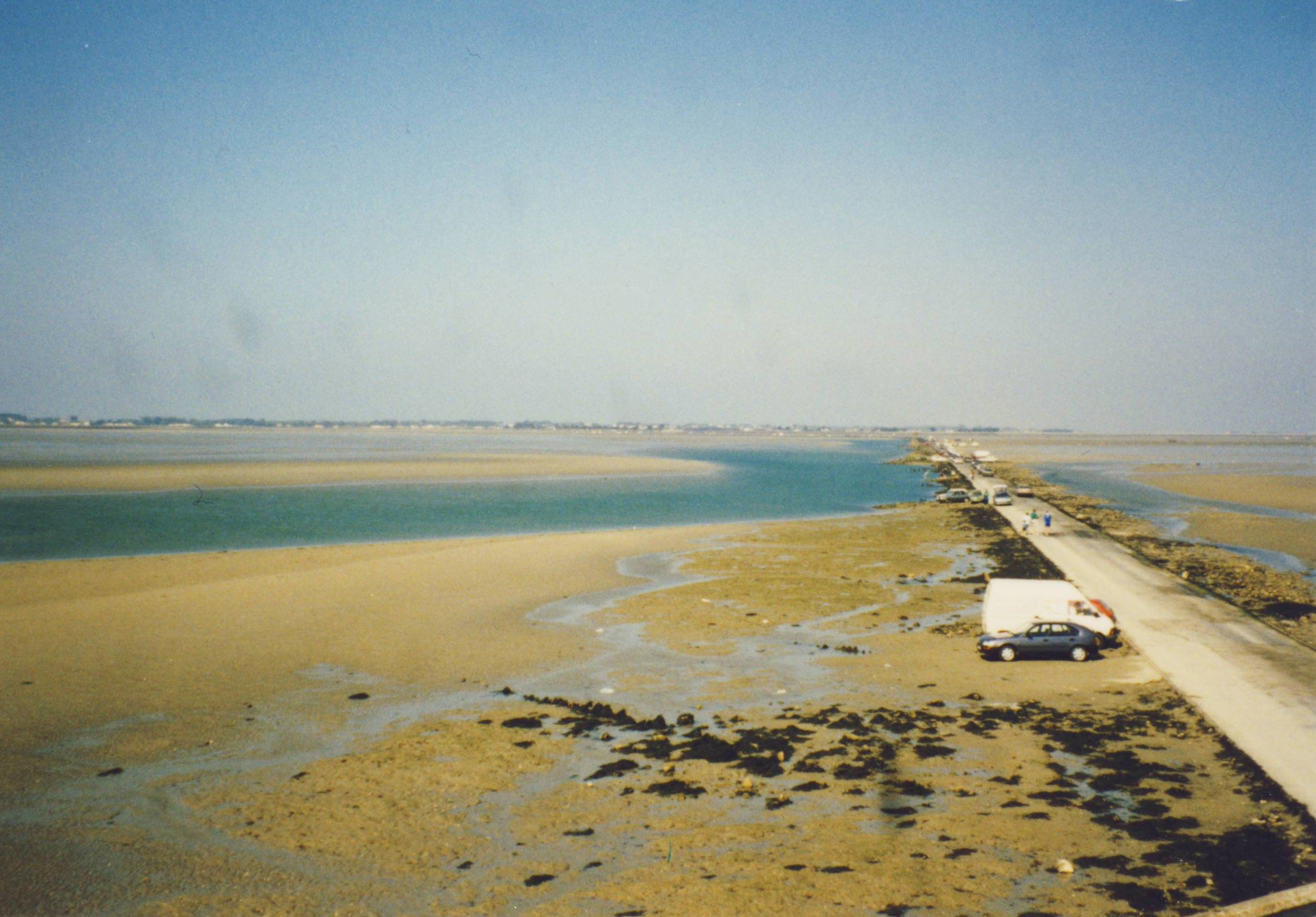
Passage du Gois zur Île de Noirmoutier
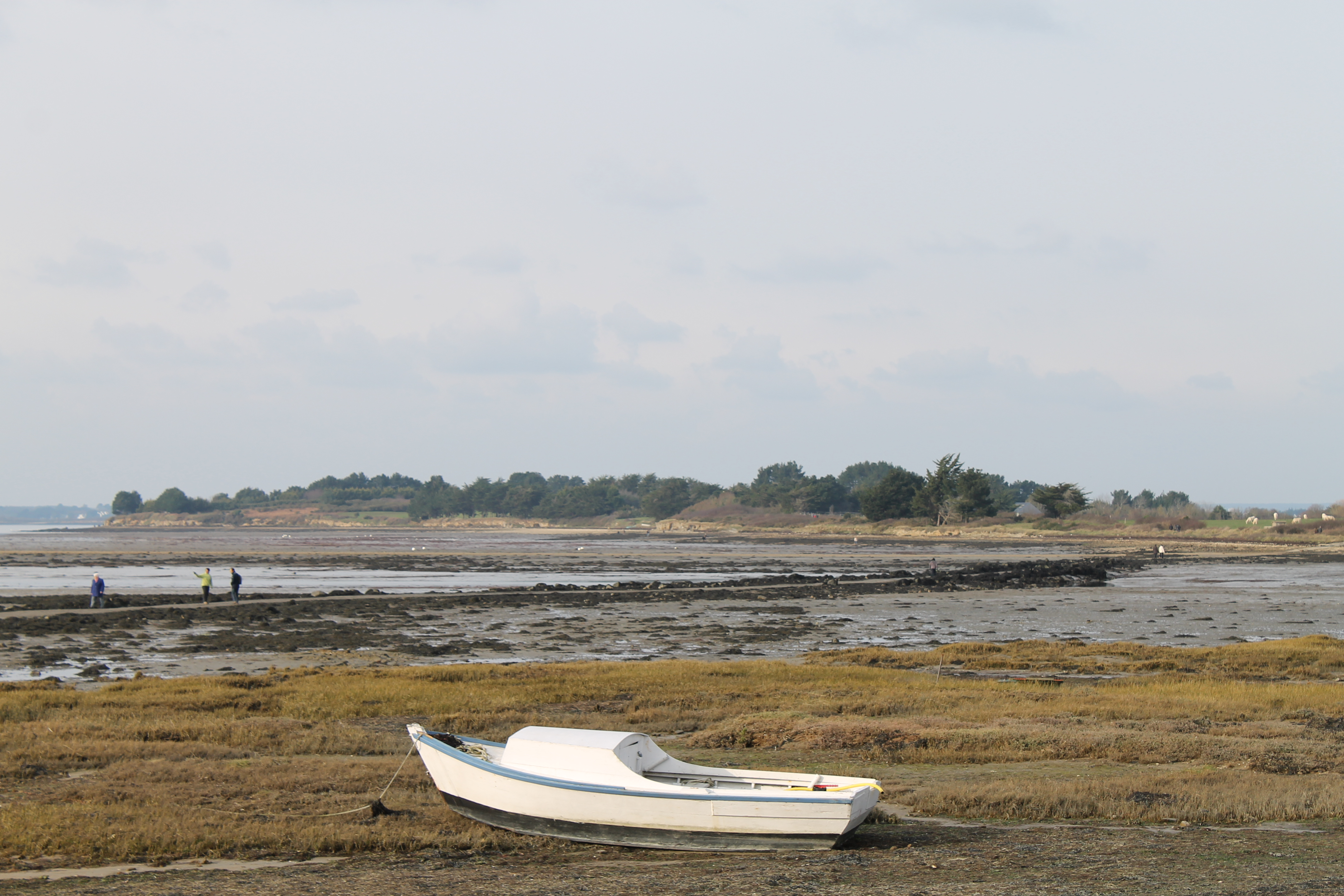
Straße zur Île Tascon
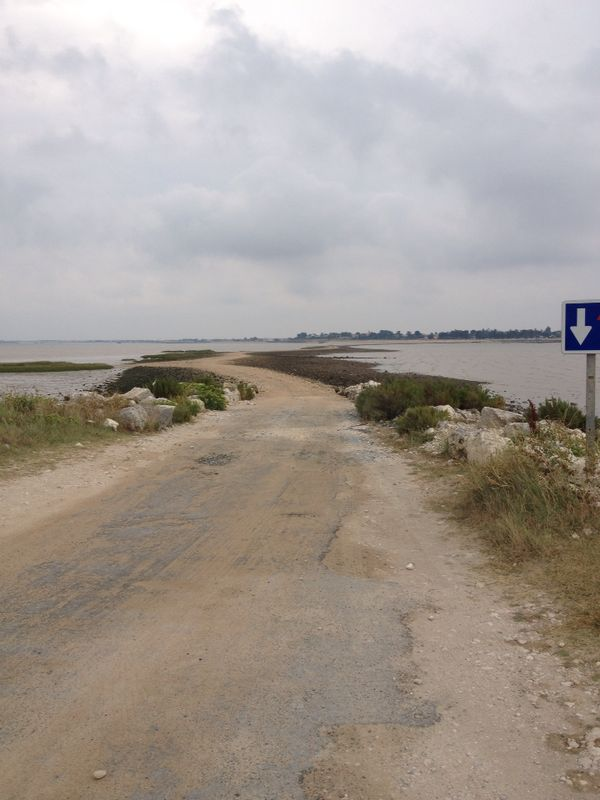
Passe aux Bœufs (Ochsenpfad) zur Île Madame

## Großbritannien
- Lindisfarne causeway, Northumberland
- Bosham, West Sussex: Shore Road – Uferstraße
- Lihou, Kanalinseln
- Die Tidal Road bei Aveton Gifford verläuft entlang des gezeitenabhängigen Flusses Avon und ist nur bei Niedrigwasser benutzbar
- Straße zur Insel Osea[2]

Gezeitenstraßen in Großbritannien
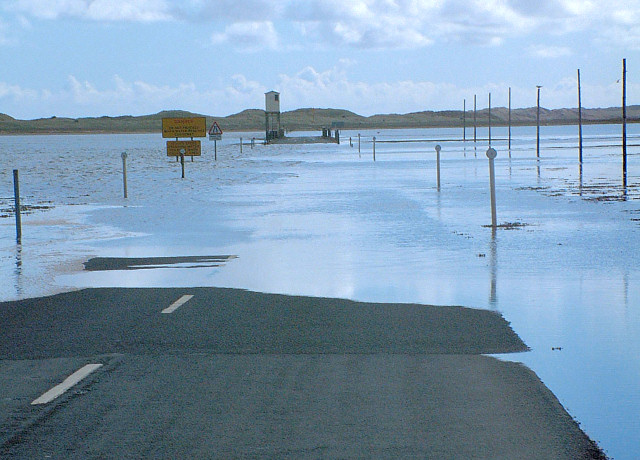
Lindisfarne
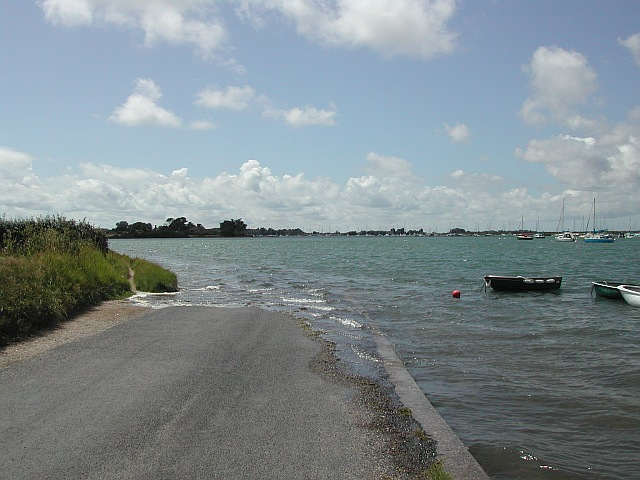
Bosham
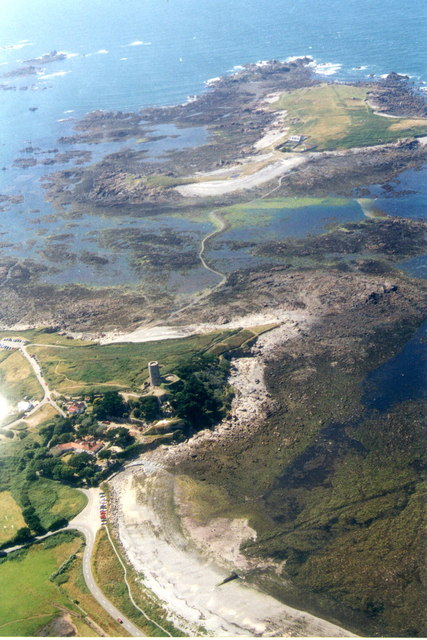
Lihou
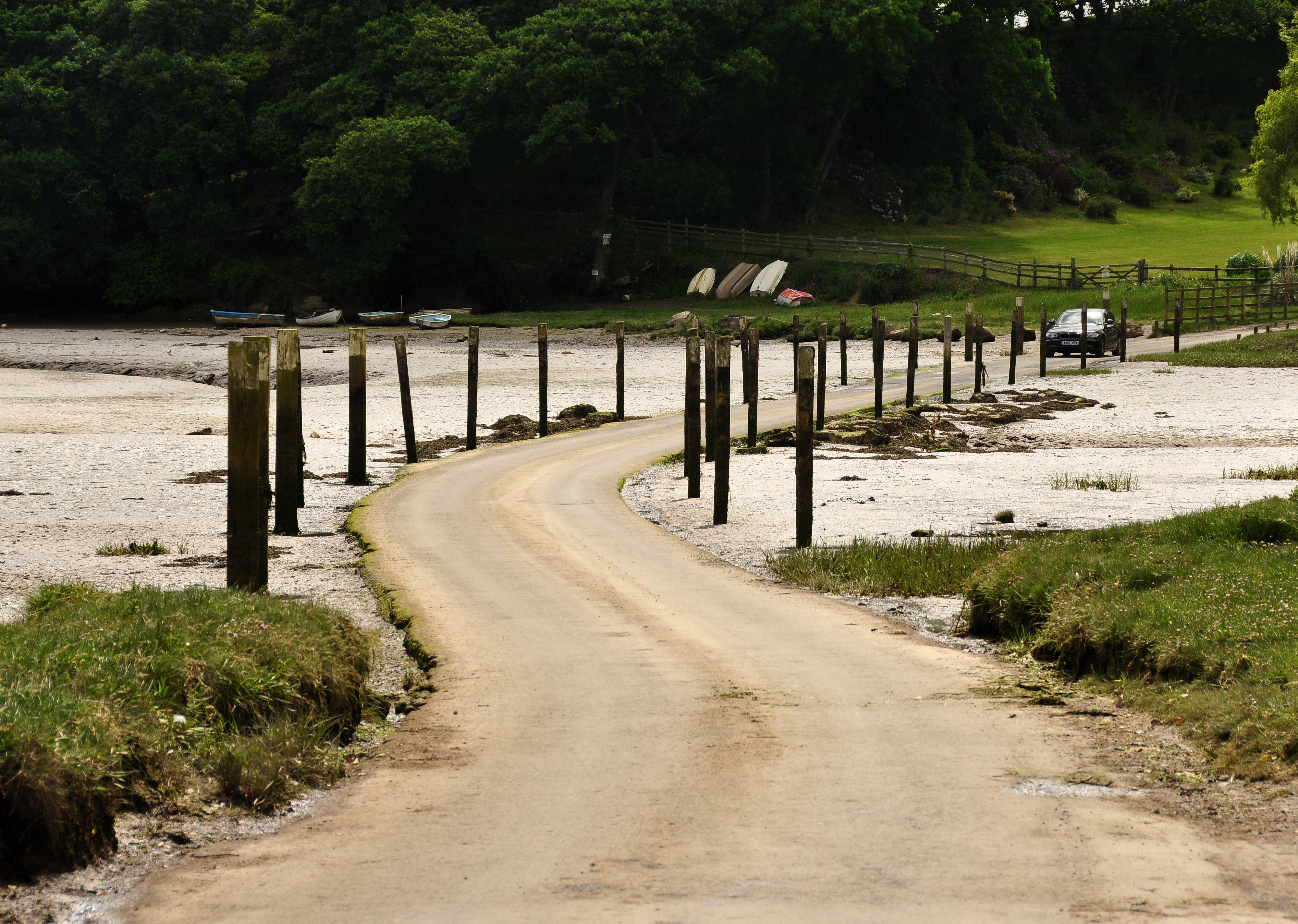
Aveton Gifford